# Sankt Sigfrids prästseminarium
Sankt Sigfrids prästseminarium är Stockholms katolska stifts utbildningsinrättning för blivande präster i romersk-katolska kyrkan i Sverige. Prästseminariet ligger i Uppsala och de akademiska studierna sker vid Newmaninstitutet.
Sankt Sigfrids prästseminarium är uppkallat efter biskop Sigfrid som var missionär i Sverige under 1000-talet vid tiden för Sveriges kristnande.
År 2001-2008 låg seminariet i Heliga Trefaldighets katolska kyrka i Jakobsberg. Seminariet flyttade in i sina nuvarande lokaler år 2009 och invigdes av biskop Anders Arborelius 30 november samma år.